# Respondent
Respondent – osoba fizyczna, osoba prawna lub jednostka organizacyjna niemająca osobowości prawnej przekazująca dane dla celów statystycznych.
W niektórych typach badań respondenci dobierani są do badań na podstawie założeń badania probabilistycznego. W praktyce opisu badań używa się również słowa respondent w stosunku do pojedynczej osoby, która nie jest dobierana losowo, a z którą prowadzi się na przykład wywiad swobodny.